# Weeping Silence
«Weeping Silence» — мальтийская дум-/готик-метал-группа из Сиджиуи, созданная в 1995 году.

## Дискография

### Альбомы
- «End of an Era» (2008)
- «Theatre of Life» (2011)
- «For the Unsung» (2012)
- «Opus IV Oblivion» (2015)
- «Isles of Lore» (2023)

### Мини-альбомы
- «Promo 2009» (2009)

### Демозаписи
- «Deprived from Romance» (2000)
- «Demo 2003» (2003)